# 天主教卡羅拉教區
天主教卡羅拉教區（拉丁語：Dioecesis Carorensis）是委內瑞拉一個羅馬天主教教區，屬巴基西梅托總教區。
教區於1992年7月25日成立，管轄拉臘州西部，2006年時有259,533名教友（佔轄區總人口94.5%）、25個堂區和31名司鐸。
教區主教現時出缺，榮休主教為類斯·赫門·蒂內奧-里韋拉。